# جادو (فیلم)
جادو فیلمی به کارگردانی سالار عشقی و بیک خان و نویسندگی بیک خان، سالار عشقی محصول سال ۱۳۳۴ است.

## بازیگران
- شهین
- بیک خان
- جواد تقدسی
- سهیلا سخن سنج